# Hans Hansson till Monikkala
Hans Hansson till Monikkala, död 22 maj 1605 i Stockholm, var en svensk häradshövding, fogde och militär.
Hans Hansson var son till den preussiske adelsmannen Hans Erthel. Under perioden 1584–1587 var han andre löjtnant och fänrik vid Axel Jönsson Kurcks finländska fana. Han erhöll 1585 svenskt adelskap. Han undertecknades 1589 i Narva det finländska krigsbefälets skrivelse mot Sigismunds tilltänkta resa till Sverige. Trots det utsågs han 1591 till ryttmästare vid den nybildade fogdefanan men kom i konflikt med Clas Eriksson Fleming som 1596 fråntog Hans Hansson hans befäl. Han flydde då till Sverige där han anslöt sig till hertig Karl, deltog i Söderköpings riksdag och utsågs 1595 medlem i den delegation som skulle fastställa den nya gränsen enligt freden i Teusina. Arbetet kunde provisoriskt färdigställas redan våren 1596.
Under riksdagen i Stockholm 1596 fick Hans Hansson tillsammans med några andra hertigens uppdrag att förhandla med de missnöjda bönderna i Finland. Med all sannolikhet har det handlat om att få till stånd ett bondeuppror till stöd för hertig Karl. Tanken var att hertigen skulle gå över till Finland för att stödja de upproriska. Planerna kom dock att skrinläggas, men trots det utbröt senare klubbekriget i Österbotten, i vilket Hans Hansson dock inte hade någon del. Det är dock intressant att Hans Hanssons gård skonades av bönderna. Då rapporter kom om upproret sändes Hans Hansson till Österbotten. När senare hertigen kom över till Finland deltog han i ständermötet i Åbo. Han utsågs till fogde och häradshövding i Österbotten.
Han avvisade våren 1598 ett försök från Arvid Eriksson att få över honom på kung Sigismunds sida i konflikten med hertigen, men sedan uppgifter ankommit om att Sigismund landstigit i Sverige bad han dock om att få ansluta sig till denne och bad Arvid Eriksson att hjälpa honom vinna kungens förtroende. Arvid Eriksson litade dock inte på Hans Hansson och med en liten trupp lyckades han 7 september 1598 infånga och fängsla honom vid Korsholms gård. Han fördes till Åbo där han på Sigismunds order fördes till Estland i november. Sedan Sigismund återvänt till Danzig beordrade han att Hans Hansson skulle avrättas. Avrättningen verkställdes dock inte och när Göran Boije kort därefter försökte försonas med hertig Karl frigavs Hans Hansson, som i maj 1599 åter befann sig i Åbo.
Hansson blev 1600 åter häradshövding i Österbotten och fick rika förläningar. Hans Hansson kom dock snart i konflikt med ledande personer i Österbotten för godtyckliga skatteuppbörder och fängslades. Han frigavs dock snart. 1603 då stämplingar till förmån för Sigismund inleddes tog Hans Hansson kontakt med Jöran Knutsson Posse och Göran Nilsson Posse och förhandlade med dem kort före deras flykt till Polen. Han ställdes inför rätta för detta och dömdes till döden vid riksdagen 1605 och avrättades.